# Discografia di Aaliyah
La discografia della cantante statunitense Aaliyah (1979-2001) comprende tre album in studio, due raccolte e ventinove singoli (inclusi quattro come artista ospite), pubblicati tra il 1994 e il 2005.
Aaliyah, originaria di Brooklyn, New York, era cresciuta a Detroit. Entrata nel mondo della musica durante l'infanzia come corista nei concerti della zia acquisita Gladys Knight e partecipando al programma televisivo Star Search, a soli dodici anni firma il suo primo contratto discografico con la Jive Records e la Blackground Records e, nel 1994, a soli quindici anni, pubblica il suo primo album in studio, Age Ain't Nothing but a Number, interamente scritto e prodotto da R. Kelly. L'album ha ricevuto il disco di platino dalla RIAA e sono stati estratti da esso due singoli certificati oro, Back & Forth e At Your Best (You Are Love), i quali raggiunsero rispettivamente la prima e la seconda posizione della classifica R&B/Hip-Hop di Billboard.
Dopo aver firmato con la Atlantic, nel 1996 Aaliyah pubblica il suo secondo album, One in a Million. Per la produzione di questo disco la cantante si è affidata agli allora sconosciuti Timbaland e Missy Elliott. A meno di un anno dalla pubblicazione, l'album ha venduto oltre due milioni di copie solo negli Stati Uniti, dove viene certificato doppio disco di platino, promosso anche dai sei singoli estratti. Dal 1997 Aaliyah inizia ad incidere brani per diverse colonne sonore, tra cui quella di Anastasia con Journey to the Past, ottenendo una nomination al Premio Oscar, e quella de Il dottor Dolittle con Are You That Somebody?, che portò alla cantante la sua prima nomination ai Grammy Awards. Nel 2000 la cantante debutta come attrice con il suo primo film, Romeo deve morire, al fianco di Jet Li, per il quale incide anche alcuni brani della colonna sonora, tra cui Try Again, che diviene la prima canzone della storia a raggiungere la prima posizione della Billboard Hot 100 grazie esclusivamente al passaggio radiofonico.
Nel 2001 la cantante pubblica il suo terzo album, omonimo. Poco dopo l'uscita, il 25 agosto 2001, l'artista ed altre otto persone perdono la vita in un incidente aereo alle Bahamas, dove erano da poco terminate le riprese del video musicale di Rock the Boat. L'album eponimo viene certificato doppio disco di platino come il precedente in breve tempo. Anche dopo la sua scomparsa Aaliyah ha continuato ad avere successo grazie a pubblicazioni postume come I Care 4 U, una compilation di grandi successi e inediti, certificata disco di platino negli Stati Uniti. Inoltre More Than a Woman diviene il primo singolo di un'artista deceduta a debuttare direttamente alla prima posizione della classifica britannica. Fino al dicembre 2008, la cantante ha venduto oltre 8 milioni di copie negli Stati Uniti e oltre 32 milioni di dischi in tutto il mondo.

## Album

### Album in studio
| Anno                                                                          | Titolo | Classifiche | Classifiche | Classifiche | Classifiche | Classifiche | Classifiche | Classifiche | Classifiche | Classifiche | Classifiche | Classifiche | Classifiche | Vendite                                           | Certificazioni                                             |
| Anno                                                                          | Titolo | US          | US R&B      | UK          | CAN         | AUS         | NZL         | DEN         | GER         | SWI         | FRA         | NLD         | SWE         | Vendite                                           | Certificazioni                                             |
| ----------------------------------------------------------------------------- | --- | ----------- | ----------- | ----------- | ----------- | ----------- | ----------- | ----------- | ----------- | ----------- | ----------- | ----------- | ----------- | ------------------------------------------------- | ---------------------------------------------------------- |
| 1994                                                                          | Age Ain't Nothing but a Number - Pubblicato: 24 maggio 1994 - Etichetta: Blackground Records, Jive Records - Formato: CD, MC, vinile | 18          | 3           | 23          | 20          | —           | —           | —           | —           | —           | —           | 44          | —           | - USA: 3,000,000 - JPN: 120,000                   | - USA: Platino (2) - CAN: Oro - UK: Argento - JPN: Oro     |
| 1996                                                                          | One in a Million - Pubblicato: 13 agosto 1996 - Etichetta: Blackground Records, Atlantic Records - Formago: CD, MC, vinile           | 10          | 2           | 33          | 33          | 93          | —           | —           | —           | —           | —           | 62          | 41          | - USA: 3,000,000 - JPN: 160,000 - WRLD: 8,000,000 | - USA: Platino (2) - CAN: Oro - JPN: Oro                   |
| 2001                                                                          | Aaliyah - Pubblicato: 17 luglio 2001 - Etichetta: Blackground Records, Virgin Records - Formato: CD, MC, vinile                      | 1           | 2           | 5           | 6           | 41          | 25          | 34          | 9           | 6           | 9           | 9           | 23          | - USA: 2,600,000                                  | - USA: Platino (2) - CAN: Platino - UK: Platino - AUS: Oro |
| "—" indica una pubblicazione non classificata o non pubblicata in quel paese. | |             |             |             |             |             |             |             |             |             |             |             |             |                                                   |                                                            |

### Raccolte
| Anno                                                                          | Titolo | Classifiche | Classifiche | Classifiche | Classifiche | Classifiche | Classifiche | Classifiche | Classifiche | Classifiche | Classifiche | Classifiche | Classifiche | Vendite          | Certificazioni                      |
| Anno                                                                          | Titolo | US          | US R&B      | UK          | CAN         | AUS         | NZL         | DEN         | GER         | SWI         | FRA         | NLD         | SWE         | Vendite          | Certificazioni                      |
| ----------------------------------------------------------------------------- | --- | ----------- | ----------- | ----------- | ----------- | ----------- | ----------- | ----------- | ----------- | ----------- | ----------- | ----------- | ----------- | ---------------- | ----------------------------------- |
| 2002                                                                          | I Care 4 U - Pubblicato: 10 dicembre 2002 - Etichetta: Universal Records - Formato: CD, MC, vinile                  | 3           | 1           | 4           | 25          | 43          | 10          | 39          | 2           | 3           | 4           | 4           | 37          | - USA: 1,700,000 | - USA: Platino - CAN: Oro - UK: Oro |
| 2005                                                                          | Ultimate Aaliyah - Pubblicato: 4 aprile 2005 - Etichetta: Blackground Records - Formato: CD, DVD, download digitale | 41          | 21          | 32          | —           | 82          | —           | —           | —           | —           | —           | —           | —           |                  | - UK: Argento                       |
| "—" indica una pubblicazione non classificata o non pubblicata in quel paese. | |             |             |             |             |             |             |             |             |             |             |             |             |                  |                                     |

## Singoli

### Come artista principale
| Anno                                                                          | Titolo                                 | Classifiche | Classifiche | Classifiche | Classifiche | Classifiche | Classifiche | Classifiche | Classifiche | Classifiche | Classifiche | Classifiche | Classifiche | Certificazioni                                                | Album di provenienza                             |
| Anno                                                                          | Titolo                                 | US          | US R&B      | UK          | CAN         | AUS         | NZL         | DEN         | GER         | SWI         | FRA         | NLD         | SWE         | Certificazioni                                                | Album di provenienza                             |
| ----------------------------------------------------------------------------- | -------------------------------------- | ----------- | ----------- | ----------- | ----------- | ----------- | ----------- | ----------- | ----------- | ----------- | ----------- | ----------- | ----------- | ------------------------------------------------------------- | ------------------------------------------------ |
| 1994                                                                          | Back & Forth                           | 5           | 1           | 16          | 7           | 100         | 48          | —           | —           | —           | —           | 38          | —           | - US: Oro - UK: Argento                                       | Age Ain't Nothing but a Number                   |
| 1994                                                                          | At Your Best (You Are Love)            | 6           | 2           | 27          | 76          | —           | 39          | —           | —           | —           | —           | 40          | —           | - US: Oro                                                     | Age Ain't Nothing but a Number                   |
| 1994                                                                          | Age Ain't Nothing but a Number         | 75          | 35          | 32          | —           | —           | —           | —           | —           | —           | —           | —           | —           |                                                               | Age Ain't Nothing but a Number                   |
| 1995                                                                          | Down with the Clique                   | —           | —           | 33          | —           | —           | —           | —           | —           | —           | —           | —           | —           |                                                               | Age Ain't Nothing but a Number                   |
| 1995                                                                          | The Thing I Like                       | —           | —           | 33          | —           | —           | —           | —           | —           | —           | —           | —           | —           |                                                               | Age Ain't Nothing but a Number                   |
| 1996                                                                          | Are You Ready?                         | —           | —           | —           | —           | —           | —           | —           | —           | —           | —           | —           | —           |                                                               | Sunset Park (Original Motion Picture Soundtrack) |
| 1996                                                                          | If Your Girl Only Knew                 | 11          | 1           | 15          | —           | —           | 20          | —           | —           | —           | —           | —           | —           |                                                               | One in a Million                                 |
| 1996                                                                          | Got to Give It Up (feat. Slick Rick)   | —           | —           | 37          | —           | —           | 34          | —           | —           | —           | —           | —           | —           |                                                               | One in a Million                                 |
| 1996                                                                          | One in a Million                       | —           | —           | 15          | —           | 69          | 11          | —           | —           | —           | —           | —           | —           | - US: Oro - NZL: Oro                                          | One in a Million                                 |
| 1997                                                                          | 4 Page Letter                          | —           | —           | 24          | —           | —           | 49          | —           | —           | —           | —           | —           | —           |                                                               | One in a Million                                 |
| 1997                                                                          | The One I Gave My Heart to             | 9           | 8           | 30          | 65          | —           | 28          | —           | —           | —           | —           | 74          | —           | - US: Oro                                                     | One in a Million                                 |
| 1997                                                                          | Hot like Fire                          | —           | —           | 30          | —           | —           | —           | —           | —           | —           | —           | —           | —           |                                                               | One in a Million                                 |
| 1997                                                                          | Journey to the Past                    | —           | —           | 22          | —           | —           | —           | —           | —           | —           | —           | —           | —           |                                                               | Anastasia: Music from the Motion Picture         |
| 1998                                                                          | Are You That Somebody?                 | 21          | —           | 11          | 11          | —           | 1           | —           | 31          | 41          | —           | 3           |             | - US: Oro - UK: Argento - NLD: Oro - NZL: Platino             | Dr. Dolittle: The Album                          |
| 2000                                                                          | I Don't Wanna                          | 35          | 5           | —           | —           | —           | —           | —           | —           | —           | —           | —           | —           |                                                               | Romeo Must Die: The Album                        |
| 2000                                                                          | Try Again                              | 1           | 4           | 5           | 5           | 8           | 13          | 5           | 5           | 8           | 26          | 3           | 15          | - AUS: Platino - BEL: Oro - GER: Oro - NZL: Platino - UK: Oro | Romeo Must Die: The Album                        |
| 2000                                                                          | Come Back in One Piece (feat. DMX)     | —           | 36          | —           | —           | —           | —           | —           | —           | —           | —           | 59          | —           |                                                               | Romeo Must Die: The Album                        |
| 2001                                                                          | We Need a Resolution (feat. Timbaland) | 59          | 15          | 20          | 26          | 44          | —           | —           | 66          | 56          | 53          | 37          | 46          |                                                               | Aaliyah                                          |
| 2001                                                                          | Rock the Boat                          | 14          | 2           | 12          | 63          | 49          | —           | —           | 70          | 59          | —           | 12          | —           | - NZL: Oro                                                    | Aaliyah                                          |
| 2001                                                                          | More Than a Woman                      | 25          | 7           | 1           | —           | 37          | —           | —           | 34          | 16          | 25          | 29          | 52          | - UK: Argento                                                 | Aaliyah                                          |
| 2002                                                                          | Miss You                               | 3           | 1           | 76          | 14          | —           | —           | 15          | 8           | 15          | —           | 14          | 40          |                                                               | I Care 4 U                                       |
| 2003                                                                          | Don't Know What to Tell Ya             | —           | —           | 22          | —           | 34          | —           | —           | 57          | 30          | 49          | 57          | —           |                                                               | I Care 4 U                                       |
| 2003                                                                          | I Care 4 U                             | 16          | 3           | —           | —           | —           | —           | —           | —           | —           | —           | —           | —           |                                                               | I Care 4 U                                       |
| 2003                                                                          | Come Over                              | 32          | 9           | —           | —           | —           | —           | —           | —           | —           | —           | —           | —           |                                                               | I Care 4 U                                       |
| 2012                                                                          | Enough Said (postumo; feat. Drake)     | —           | 55          | —           | —           | —           | —           | —           | —           | —           | —           | —           | —           |                                                               | /                                                |
| "—" indica una pubblicazione non classificata o non pubblicata in quel paese. |                                        |             |             |             |             |             |             |             |             |             |             |             |             |                                                               |                                                  |

### Come artista ospite
| Anno                                                                          | Titolo                                                                                   | Classifiche | Classifiche | Classifiche | Certificazioni           | Album di provenienza    |
| Anno                                                                          | Titolo                                                                                   | US          | US R&B      | UK          | Certificazioni           | Album di provenienza    |
| ----------------------------------------------------------------------------- | ---------------------------------------------------------------------------------------- | ----------- | ----------- | ----------- | ------------------------ | ----------------------- |
| 1995                                                                          | I Need You Tonight (Junior M.A.F.I.A. feat. Aaliyah)                                     | 103         | 43          | 66          |                          | Conspiracy              |
| 1996                                                                          | Live and Die for Hip Hop (Kris Kross feat. Da Brat, Aaliyah, Jermaine Dupri e Mr. Black) | 72          | 36          | —           |                          | Young, Rich & Dangerous |
| 1997                                                                          | Up Jumps da Boogie (Timbaland & Magoo feat. Aaliyah e Missy Elliott)                     | 12          | 4           | —           | - US: Oro                | Welcome to Our World    |
| 2013                                                                          | Don't Think They Know (Chris Brown feat. Aaliyah)                                        | 81          | 29          | 94          | - US: Platino - NZL: Oro | X                       |
| "—" indica una pubblicazione non classificata o non pubblicata in quel paese. |                                                                                          |             |             |             |                          |                         |

## Collaborazioni
| Anno | Titolo                                                           | Album di provenienza             |
| ---- | ---------------------------------------------------------------- | -------------------------------- |
| 1994 | Your Body's Callin' (His N Hers Remix) (R. Kelly feat. Aaliyah)  | 12 Play                          |
| 1997 | Best Friends (Missy Elliott feat. Aaliyah)                       | Supa Dupa Fly                    |
| 1997 | Man Undercover (Timbaland & Magoo feat. Missy Elliott e Aaliyah) | Welcome to Our World             |
| 1998 | One Man Woman (Playa feat. Aaliyah)                              | Cheers 2 U                       |
| 1998 | John Blaze (Aaliyah & Missy Elliott)                             | Tim's Bio: Life from da Bassment |
| 1999 | Final Warning (Ginuwine feat. Aaliyah)                           | 100% Ginuwine                    |
| 1999 | You Won't See Me Tonight (Nas feat. Aaliyah)                     | I Am…                            |
| 1999 | Stickin' Chickens (Missy Elliott feat. Aaliyah e Da Brat)        | Da Real World                    |
| 2001 | I Am Music (Timbaland & Magoo feat. Aaliyah e Static Major)      | Indecent Proposal                |
| 2011 | She Crazy (Rick Ross feat. Aaliyah e Ne-Yo) (postumo)            | Ashes to Ashes                   |
| 2015 | Shakin' (Timbaland feat. Aaliyah) (postumo)                      | King Stays King                  |

## Album video
| Anno | Informazioni |
| ---- | --- |
| 2001 | Aaliyah - Pubblicato: 17 luglio, 2001 - Classifica:- - Certificazione RIAA: Oro - Singoli: "We Need a Resolution" video Bonus DVD deall'album del 2001 Aaliyah. Include quattro video e un "Dietro le quinte". |
| 2002 | I Care 4 U - Pubblicato: 10 dicembre, 2002 - Classifica: - - Certificazione RIAA: - - Singoli: "Miss You" video Bonus DVD dall'album del 2002 "I Care 4 U". Include nove video, lo stesso "Dietro le quinte" del DVD del 2001, e lo spot di animazione giapponese che promuoveva l'album Aaliyah. La versione europea include anche il video di "Miss You" . |
| 2005 | Ultimate Aaliyah - Pubblicato: Dicembre 2005 (UK) 27 giugno, 2006 (US) - Classifica: - - Certificazione: - |

## Video musicali

### Come artista musicale
| Anno | Titolo                         | Regista             |
| ---- | ------------------------------ | ------------------- |
| 1994 | Back & Forth                   | Millicent Shelton   |
| 1994 | At Your Best (You Are Love)    | Millicent Shelton   |
| 1994 | Age Ain't Nothing but a Number | Millicent Shelton   |
| 1995 | Need You Tonight               | Christopher Wallace |
| 1996 | If Your Girl Only Knew         | Joseph Kahn         |
| 1996 | One in a Million               | Paul Hunter         |
| 1996 | Got to Give It Up              | Paul Hunter         |
| 1997 | One in a Million (Remix)       | Paul Hunter         |
| 1997 | 4 Page Letter                  | Daniel Pearl        |
| 1997 | Hot like Fire                  | Lance Rivera        |
| 1997 | The One I Gave My Heart to     | Darren Grant        |
| 1998 | Journey to the Past            | Mark Gerard         |
| 1998 | Are You That Somebody?         | Mark Gerard         |
| 2000 | Try Again                      | Wayne Isham         |
| 2000 | Come Back in One Piece         | Director X          |
| 2001 | We Need a Resolution           | Paul Hunter         |
| 2001 | More Than a Woman              | Dave Meyers         |
| 2001 | Rock the Boat                  | Hype Williams       |

### Apparizioni in video di altri artisti
- 1995 – One More Chance di The Notorious B.I.G.
- 1997 – Crush on You di Lil' Kim feat. Lil' Cease
- 1998 – Luv 2 Luv Ya di Timbaland & Magoo
- 1998 – Make It Hot di Nicole Wray e Missy Elliott
- 1998 – Here We Come di Timbaland & Magoo
- 1999 – Holiday dei Naughty by Nature
- 2000 – We at It Again di Timbaland & Magoo